# Đội tuyển Davis Cup Singapore
Đội tuyển Davis Cup Singapore đại diện Singapore ở giải đấu quần vợt Davis Cup và được quản lý bởi Hiệp hội quần vợt Singapore.
Singapore hiện tại thi đấu ở Nhóm IV khu vực châu Á/Thái Bình Dương(2017). Đội từng vào đến bán kết Nhóm II năm 1988.
Daniel Heryanta là cầu thủ thành công nhất của Singapore trong giải đấu này với tỉ lệ thắng-thua là 21-4.

## Lịch sử
Singapore lần đầu tiên tham gia Davis Cup vào năm 1984.

## Đội hình hiện tại
- Shaheed Alam
- Roy Hobbs
- Steve Ng
- Jensen Hiu

## Davis Cup 2015
Đội Singapore vô địch Davis Cup Nhóm IV khu vực châu Á/Thái Bình Dương tổ chức ở Bahrain. Bằng việc bất bại, họ giành quyền lên chơi ở Nhóm III khu vực châu Á/Thái Bình Dương năm 2016.